# یدلنگا
یدلنگا (به لاتین: Jedlnia) یک روستا در لهستان است که در گمینا پیونکی واقع شده‌است. یدلنگا ۳٬۰۰۰ نفر جمعیت دارد.